# Jat (popolo)

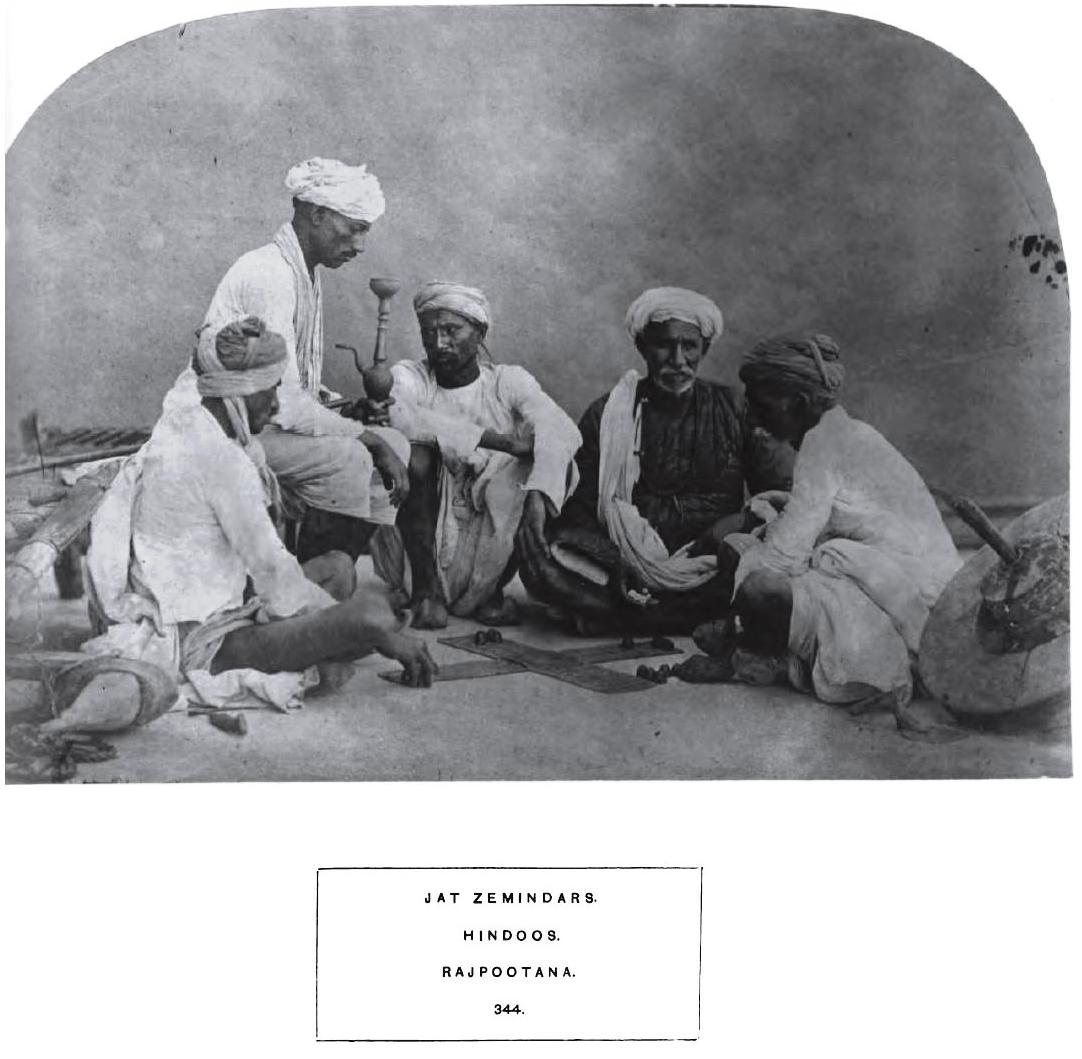
Jāṭ che giocano a Pachisi nel 1874

Il popolo Jāṭ (Hindi: जाट Jāṭ, Punjabi: ਜੱਟ Jaṭṭ) è uno storico gruppo tribale indo-ario, originario della regione del Punjab.
Erano noti agli Arabi, che li chiamavano Zoṭṭ.
I Jāṭ diventano importanti dopo il 1699 con la rivolta contro il governo Moghul, e dal momento in cui iniziano a governare alcuni stati principeschi fino al XVIII secolo.
Nel periodo dell'Raj britannico, i Jāṭ prestarono servizio nell'Esercito Indiano, categorizzati come "razza marziale", e specificatamente come Reggimento Jāṭ, Reggimento del Punjab e Reggimento Sikh.
Oggi formano un gruppo sociale, sia in India sia in Pakistan,con una popolazione stimata intorno ai 33 milioni.